# АЕС Калверт-Кліфс
Атомна електростанція Калверт-Кліфс, The Calvert Cliffs Nuclear Power Plant (CCNPP) — атомна електростанція, розташована на західному березі Чесапікської затоки поблизу Ласбі, округ Калверт, Меріленд у Середньоатлантичній частині США. Це єдина атомна електростанція в штаті Меріленд.

## Огляд
Електростанція належить і управляється Constellation Energy і має два двоконтурні реактори з водою під тиском потужністю 2737 мегават теплових (МВт) . Кожна електростанція (CCNPP 1&2) виробляє приблизно 850 мегават електроенергії (МВт) нетто або 900 МВт брутто. Електричне навантаження кожної станції споживає приблизно 50 МВт. Це установки з насиченою парою (без перегріву) з ефективністю приблизно 33% (співвідношення 900 МВт брутто/2700 МВт потужності ядра). Лише вихлопні гази єдиної головної турбіни високого тиску трохи перегріваються за допомогою двоступеневого підігрівача перед подачею перегрітої пари паралельно до трьох турбін низького тиску. На блоці 1 використовується головна турбіна та генератор, розроблені General Electric, тоді як на блоці 2 використовуються головна турбіна та генератор, розроблені Westinghouse.  Тепло, вироблене реактором, повертається в відсік, який працює як охолоджувач тепла для установки.

## Навколишнє населення
Комісія з ядерного регулювання визначає дві зони планування на випадок надзвичайних ситуацій навколо атомних електростанцій: зону впливу шлейфу радіусом 10 миль (16 км), пов’язане в першу чергу з впливом та вдиханням радіоактивного забруднення, що передається повітрям, і зоною ковтання приблизно 50 миль (80 км), пов’язаних насамперед із прийомом їжі та рідини, забрудненої радіоактивністю.

## Ризики та проблеми

### Близькість заводу СПГ
У 2001 році, коли планувалося знову відкрити завод СПГ Ков-Пойнт, багато місцевих жителів були стурбовані близькістю до цієї атомної електростанції (3 милі). Мешканці вважали, що FERC не врахувала ризики, які можуть бути спричинені нападом або вибухом, перш ніж відкрити завод.

### Сейсмічний ризик
Згідно з дослідженням NRC, опублікованим у серпні 2010 року, Комісією з ядерного регулювання оцінка щорічного ризику землетрусу, достатнього для того, щоб пошкодити активну зону реактора в Калверт-Кліффс, становила 1 на 100 000 для реактора 1 і 1 на 83 333 для реактора 2.

## Пропозиція додати третій реактор
Компанія UniStar Nuclear Energy оголосила про плани побудувати блок еволюційного енергетичного реактора (варіант US-EPR) у Калверт-Кліффс. UniStar Nuclear Energy, компанія з обмеженою відповідальністю Делавер, спільно володіла Constellation Energy (CEG) і Électricité de France (EDF), європейському будівельнику та постачальнику атомних електростанцій. Запропонована установка повинна була виробляти приблизно вдвічі більше енергії, ніж кожна окрема існуюча установка. 13 липня 2007 року UniStar Nuclear Energy подала часткову заявку до Комісії з ядерного регулювання щодо перегляду своїх планів будівництва нової атомної електростанції Калверт-Кліфс 3 (CCNPP 3) на базі американського еволюційного енергетичного реактора AREVA. (US-EPR), покоління III+,  чотириконтурний водно-водяний ядерний реактор.
Третій реактор мав на меті задовольнити потребу у виробництві електроенергії в середньоатлантичному регіоні. Блок пропонується розташувати на південь від існуючих блоків 1 і 2, віддалених від берегової лінії. Незважаючи на те, що це лише один блок, площа його електростанції була майже вдвічі більшою, ніж існуючі блоки разом. Він повинен був мати замкнуту систему охолодження з використанням єдиної гібридної механічної градирні, яка включає систему зменшення викидів, щоб не було видимого потоку водяної пари з вежі. На блоках 1 і 2 використовується система відведення тепла відкритого циклу без градирень. Градирня реактора 3-го енергоблоку мала віддавати в атмосферу дві третини відпрацьованого тепла. Запропонована конструкція EPR являла собою установку насиченої пари з однією турбіною високого тиску в тандемі з трьома турбінами низького тиску та конструкцією головного генератора, подібної до блоків 1 і 2. Alstom мав поставити головну парову турбіну та головний генератор.

## Інциденти
Енергоблок 2 АЕС Калверт-Кліфс був зупинений 5 вересня 2013 року через збій під час випробувань. Він був знову відкритий 10 вересня 2013 року після проведення необхідного технічного обслуговування.

## Інформація про енергоблоки
Атомна електростанція Калверт-Кліфс складається з двох діючих реакторів, один додатковий був запропонований у 2007 році та вилучений.
| Реакторна установка           | Тип реактора | Потужність (МВт) | Потужність (МВт) | Розпочато будівництво | Підключення до електромережі | Комерційна експлуатація | Закрити |
| Реакторна установка           | Тип реактора | Чистий           | Валовий          | Розпочато будівництво | Підключення до електромережі | Комерційна експлуатація | Закрити |
| ----------------------------- | ------------ | ---------------- | ---------------- | --------------------- | ---------------------------- | ----------------------- | ------- |
| Калверт-Кліффс-1              | CE 2-петля   | 855              | 918              | 06.01.1968            | 01.03.1975                   | 05.08.1975              |         |
| Калверт-Кліффс-2              | CE 2-петля   | 850              | 911              | 06.01.1968            | 12.07.1976                   | 01.04.1977              |         |
| Calvert Cliffs-3 (планується) | США-ЕТР      | 1600             | ?                |                       |                              |                         |         |